# Tyrissa recurva
Tyrissa recurva là một loài bướm đêm trong họ Erebidae.